# Будинок на вулиці Дорошенка, 49 (Львів)
Будинок за адресою вулиця Дорошенка, 49 у Львові — багатоквартирний житловий п'ятиповерховий будинок. Пам'ятка архітектури місцевого значення № 2107.

## Історія
Зведено будинок у 1936 році львівським архітектором Генриком Зандігом, на замовлення Макса та Кароліни Шпітцман. З приходом радянської влади у будинок засилилася комуністична еліта, оскільки цей район вважався престижним у Львові.

## Архітектура
П'ятиповерховий цегляний будинок, з підвальним поверхом, тинькований, зведений у стилі конструктивізм. Внутрішнє розташування кімнат секційного типу, у плані будинок має форму прямокутника. Фасад будинку симетричний, з втопленим по центральній осі будинку головним входом. На рівні третього, четвертого та п'ятого поверху по обидва боки центральних вікон виступають еркери, з невеличким півциркульним балконом. На тильної стороні будинку, на рівні усіх поверхів крім першого вступають довгі балкони. Завершується будинок лінійним карнизом.